# Lair Rennó
Lair Remusat Rennó Neto (Belo Horizonte, 16 de outubro de 1975) é um jornalista brasileiro. Ele é formado em Comunicação e Gestão Empresarial pela PUC Minas, desde 2003. Ele também já foi vocalista do grupo musical Berinjela Obsoleta.

## Biografia
Lair Remusat Rennó Neto nasceu em Belo Horizonte, Minas Gerais e é formado pelo Instituto de Educação Continuada, curso disponibilizado pela PUC Minas de Minas Gerais.
Ele iniciou sua carreira  em 1997 no telejornal Jornal Regional da EPTV Sul de Minas de Varginha, Minas Gerais. Logo depois ele foi indicado pelo chefe de redação da Rede Minas para substituir um jornalista da casa que preferiu ficar apenas com a função de locutor do cerimonial do Palácio. Ele era chamado por muitos de "sósia do William Bonner", que apresenta o Jornal Nacional, na Rede Globo. Logo após, ele foi contratado para trabalhar na TV Globo Minas, inicialmente como repórter e apresentador eventual dos telejornais da casa. Em 2005 estreou no MGTV 1.ª edição. Nesse período apresentou eventualmente o Bom Dia Minas  e o Radar MG, ficando nas funções até 2009, quando foi chamado para integrar o elenco de jornalismo do canal por assinatura Globo News.
Em junho de 2012 ele estreou o programa Encontro com Fátima Bernardes, apresentado pela mesma. Convidado pela emissora por ser um jornalista jovem, ele interage com os internautas, fazendo observações sobre o tema em pauta no programa. Segundo Lair, ele já conhecia Fátima nas dependências da emissora, e foi chamado para fazer parte do elenco da atração por ela.

### Vida pessoal
Lair é casado com Emília Rennó, uma advogada e tem duas filhas, Ana e Carolina.

## Trabalhos
| Ano           | Título                        | Cargo                 | Emissora              |
| ------------- | ----------------------------- | --------------------- | --------------------- |
| 1997–99       | Jornal Regional               | Repórter              | EPTV Sul de Minas     |
| 1999–00       | Jornal Minas                  | Repórter              | Rede Minas            |
| 2000–05       | Bom Dia Minas                 | Repórter              | TV Globo Minas        |
| 2005–09       | MGTV 1ª Edição                | Apresentador          | TV Globo Minas        |
| 2005–09       | Radar MG                      | Apresentador          | TV Globo Minas        |
| 2009–12       | Jornal GloboNews              | Apresentador          | GloboNews             |
| 2009-10       | Brasil TV                     | Apresentador          | TV Globo (parabólica) |
| 2012–19       | Encontro com Fátima Bernardes | Co-apresentador       | TV Globo              |
| 2022–presente | MG Record                     | Apresentador          | Record Minas          |
| 2022–presente | Fala Brasil                   | Apresentador eventual | Rede Record           |

## Ligação externas
- «Blog de Lair Rennó no site do programa Encontro com Fátima Bernardes»